# Racopilum microdictyon
Racopilum microdictyon är en bladmossart som beskrevs av Bescherelle 1885. Racopilum microdictyon ingår i släktet Racopilum och familjen Racopilaceae. Inga underarter finns listade i Catalogue of Life.